# Атутов, Пётр Родионович
Пётр Родио́нович Ату́тов (12 июля 1921, с. Хохорск Боханского района Иркутской области — 11 апреля 2001, Москва) — советский и российский учёный, теоретик педагогического образования, доктор педагогических наук, действительный член АПН СССР (1982), действительный член РАО (1993), академик Международной академии технического образования.

## Биография
Родился 12 июля 1921 года в селе Хохорск Боханского района Иркутской области. После смерти родителей осенью 1927 года переехал в Улан-Удэ. Учился в Хоринской средней школе. В 1939 году поступил в Московский институт стали и сплавов.
Участвовал в Великой Отечественной войне, в боях за Москву. После ранения был комиссован, работал школьным учителем в Бурятии.
Окончил в 1945 году физико-математический факультет Бурятского государственного педагогического института им. Д. Банзарова. Работал директором Кижингинской средней школы (1945—1950), заведующим кабинетом методики преподавания физики и математики Бурятского Института усовершенствования учителей (1950—1954).
В 1956 году окончил аспирантуру НИИ теории и истории педагогики АПН РСФСР. С 1956 — сотрудник Академии педагогических наук РСФСР. Младший, затем старший научный сотрудник кафедры теории и истории педагогики (1956—1966, 1966—1973). В 1970 году защитил докторскую диссертацию. Заместитель директора НИИ общей педагогики (1973—1982). Директор НИИ трудовой педагогики АПН РСФСР (1982—1991). Главный научный сотрудник, заведующий отделом общего среднего образования РАО (1991—2000). В 1994—2001 — профессор Бурятского государственного университета.
Член-корреспондент АПН СССР (с 4 марта 1974 года), действительный член АПН СССР (с 26 марта 1982 г.), действительный член РАО (с 7 апреля 1993 г.).

## Научная деятельность
Основное направление научной деятельности П. Р. Атутова — проблемы политехнического, технологического и профессионального образования учащихся. Им разработана концепция функциональной природы политехнических знаний, оказавшая влияние на теорию и практику политехнического образования в последние десятилетия. Разработаны научно-теоретические основы технологического образования школьников, воспитания учащихся в процессе обучения технологии. Известны труды П. Р. Атутова по проблемам методологии педагогической науки, дидактики, формирования научного мировоззрения школьников, истории педагогики, развития национальной школы и др.
Автор более 300 научных трудов, в том числе 23 монографий.

## Из библиографии
- Учебно-воспитательная работа в связи с трудом учащихся на предприятии. — Москва : Изд-во Акад. пед. наук РСФСР, 1959. — 111 с. : черт.; 20 см. — (Педагогическая б-ка учителя/ Акад. пед. наук РСФСР. Ин-т методов обучения).
- Политехническая комиссия в школе / П. Р. Атутов, И. Л. Гинзбург. — Москва : Учпедгиз, 1963. — 168 с.
- Политехническая подготовка школьников / П. Р. Атутов, А. Т. Токтосунов. — Фрунзе : Мектеп, 1967. — 176 с.
- Политехнический принцип в обучении школьников / П. Р. Атутов. — Москва : Педагогика, 1976. — 192 с. : ил.
- Связь трудового обучения с основами наук : Кн. для учителя / П. Р. Атутов, Н. И. Бабкин, Ю. К. Васильев. — Москва : Просвещение, 1983. — 128 с. : ил.
- Роль трудового обучения в политехническом образовании школьников / П. Р. Атутов, В. А. Поляков. — Москва : Просвещение, 1985. — 127, [1] с.; 22 см. — (Библиотека учителя труда).
- Изучение и распространение передового педагогического опыта политехнического образования учащихся : Метод. рекомендации / АПН СССР, НИИ труд. обучения и проф. ориентации; [П. Р. Атутов и др.]. — Москва : АПН СССР, 1989. — 58 с.
- Дидактика технологического образования : Кн. для учителя / / [Атутов П. Р. и др.]. — М. : Ин-т общ. сред. образования, 1997. — 20 см.
  - Ч. 1. — Москва : Ин-т общ. сред. образования, 1997. — 230 с.
  - Ч. 2. — Москва : Ин-т общ. сред. образования, 1998. — 175,[1] с.

### Избранные труды
- Педагогика трудового становления учащихся : Избр. тр. : В 2-х т. / П. Р. Атутов. — М., 2001. — 21 см.
  - Т. 1. — 2001. — 356 с. : табл.
  - Т. 2. — 2001. — 365, [1] с., [1] л. портр. : табл.

### Редакторская деятельность
- Соединение обучения с производительным трудом — ведущий принцип трудового воспитания : Материалы всерос. науч.-практ. конф., провед. 9-11 окт. 1979 г. в г. Куйбышеве / [Редкол.: П. Р. Атутов (отв. ред.) и др.]. — Москва : Б. и., 1980 (вып. дан. 1981). — 180 с.
- Совершенствование трудового воспитания, обучения, профессиональной ориентации, организации общественно полезного, производительного труда учащихся : Материалы VII Всесоюз. пед. чтений, Свердловск, май 1985 г. / [Редкол.: П. Р. Атутов и др.]. — Москва : Просвещение, 1986. — 183,[1] с.
- Соединение обучения с производительным трудом — основа реформы общеобразовательной и профессиональной школы : Материалы науч.-практ. конф., провед. 24-25 сент. 1985 г. в г. Томске / [Редкол.: Атутов П. Р. (отв. ред.) и др.]. — Москва : Б. и., 1987. — 142,[1] с.
- Соединение обучения с производительным трудом учащихся в условиях нового механизма хозяйствования : Сб. докл. на всесоюз. конф. в г. Туле в мае 1990 г. / [Редкол.: Атутов П. Р. и др.]. — Москва : АПН СССР, 1991. — 182 с.; 20 см.

## Награды и почётные звания
- Заслуженный деятель науки Российской Федерации
- Заслуженный деятель науки Республики Бурятия
- Заслуженный учитель Республики Бурятия
- Народный учитель Республики Бурятия